# François Saint-Amand
Pour les articles homonymes, voir Saint-Amand.
 (mai 2024).
Si vous disposez d'ouvrages ou d'articles de référence ou si vous connaissez des sites web de qualité traitant du thème abordé ici, merci de compléter l'article en donnant les références utiles à sa vérifiabilité et en les liant à la section « Notes et références ».
François Émile Saint-Amand est un écrivain français de Bourbon puis La Réunion, né libre de couleur le 7 décembre 1824 à Saint-Denis et mort le 23 janvier 1886 à Saint-Pierre. Pendant son existence, il touche aussi à l'enseignement et à la politique.
À la fois essayiste, fabuliste, poète et traducteur depuis le latin, l'homme de lettres se distingue comme romancier en publiant en 1863 ce qui est sans doute le premier roman social de la littérature réunionnaise, Léonard, supposément écrit avant l'abolition de l'esclavage dans la colonie de l'océan Indien le 20 décembre 1848.
Caractérisée par sa constante dénonciation du préjugé racial et de tous les dysfonctionnements de la bonne société coloniale, son œuvre est obsédée par le motif de l'abandon familial ou amoureux. À compter de 2023, elle fait l'objet d'une réédition critique en plusieurs volumes par la bibliothèque départementale de La Réunion.

## Publications

### Éditions originales
- Madagascar, 1857.
- Odes d'Horace, 1857.
- Les Bourbonnaises, 1858.
- Léonard, 1863.
- Mélanges philosophiques et littéraires, 1863.
- Satires d'Horace, 1869.
- Les Montagnards, années 1870.
- Odes galantes d'Horace, 1874.
- 12 fables, 1874.
- La Navigation aérienne, 1878.

### Manuscrits inédits
- Sonnets et Chansons, 1874 – À la Bibliothèque départementale de La Réunion.

### Rééditions
- Léonard, Cicéron Éditions, 2023  (ISBN 9782493911087) – Réédition présentée et commentée par Thierry Caro.
- Pierre le mulâtre et autres textes, Cicéron Éditions, 2024  (ISBN 9782493911162) – Réédition présentée et commentée par Thierry Caro.